# Ventnor City
Ventnor City és una població dels Estats Units a l'estat de Nova Jersey. Segons el cens del 2007 tenia 12.316 habitants.

## Demografia
Segons el cens del 2000, Ventnor City tenia 12.910 habitants, 5.480 habitatges, i 3.255 famílies. La densitat de població era de 2.329,2 habitants/km².
Dels 5.480 habitatges en un 23% hi vivien nens de menys de 18 anys, en un 42,5% hi vivien parelles casades, en un 12% dones solteres, i en un 40,6% no eren unitats familiars. En el 33,5% dels habitatges hi vivien persones soles el 14,7% de les quals corresponia a persones de 65 anys o més que vivien soles. El nombre mitjà de persones vivint en cada habitatge era de 2,35 i el nombre mitjà de persones que vivien en cada família era de 3,02.
Per edats la població es repartia de la següent manera: un 20% tenia menys de 18 anys, un 7,1% entre 18 i 24, un 29,6% entre 25 i 44, un 23,6% de 45 a 60 i un 19,8% 65 anys o més.
L'edat mediana era de 41 anys. Per cada 100 dones de 18 o més anys hi havia 87,4 homes.
La renda mediana per habitatge era de 42.478 $ i la renda mediana per família de 52.701 $. Els homes tenien una renda mediana de 31.300 $ mentre que les dones 26.788 $. La renda per capita de la població era de 22.631 $. Aproximadament el 3,4% de les famílies i el 7% de la població estaven per davall del llindar de pobresa.

## Poblacions més properes
El següent diagrama mostra les poblacions més properes.